# Cobá

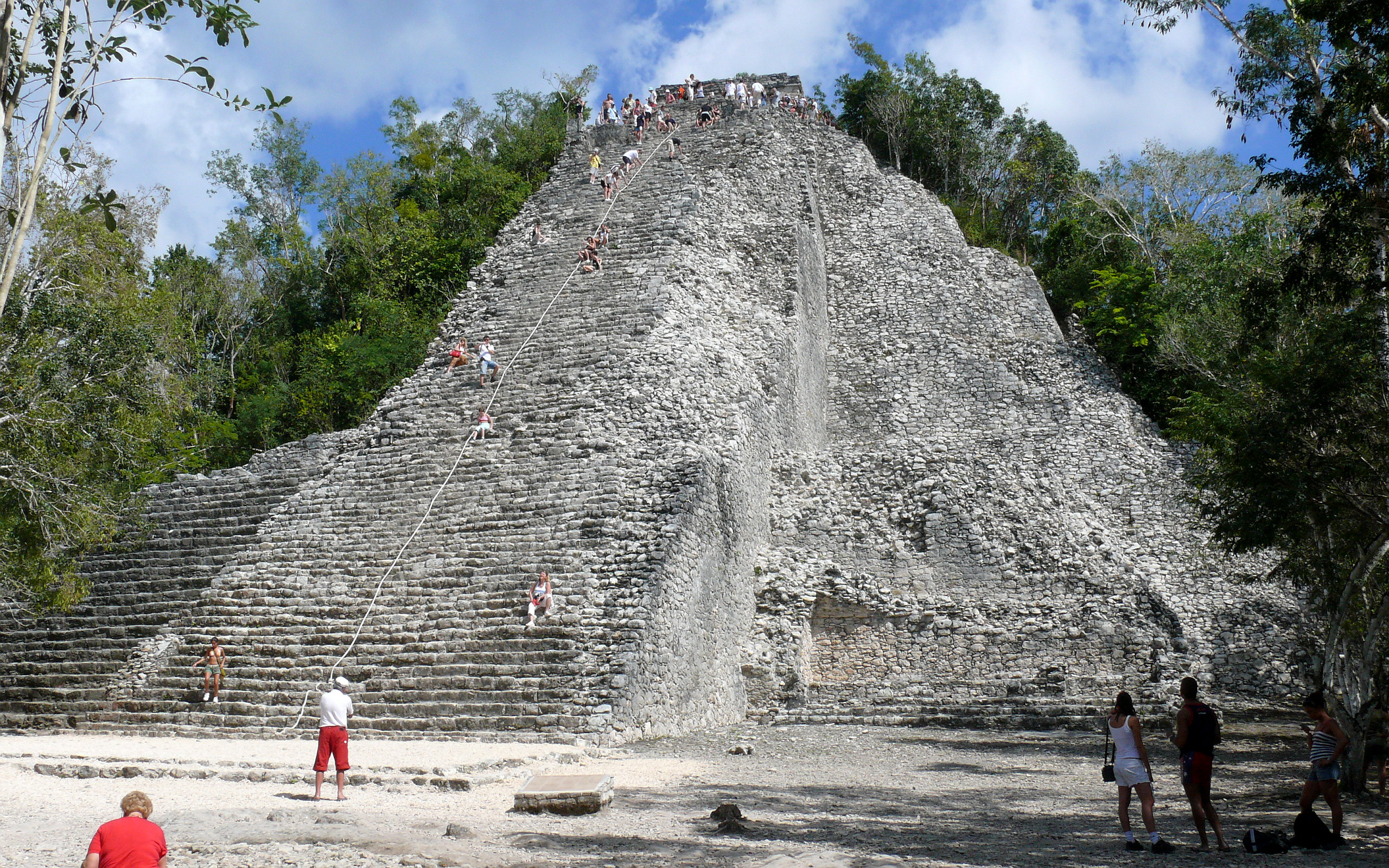
Piramida Nohoch Mul

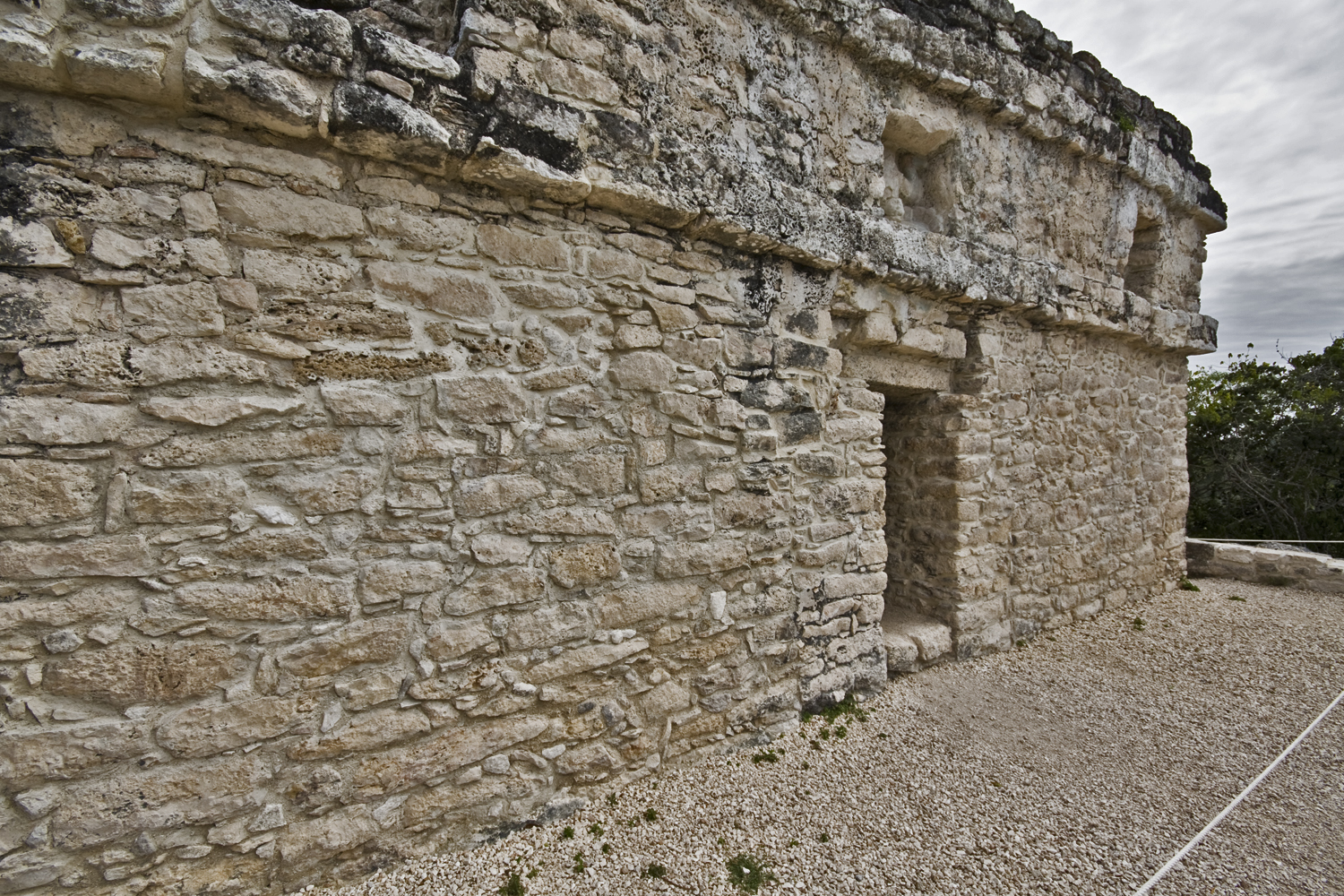
Świątynia na szczycie piramidy Nohoch Mul

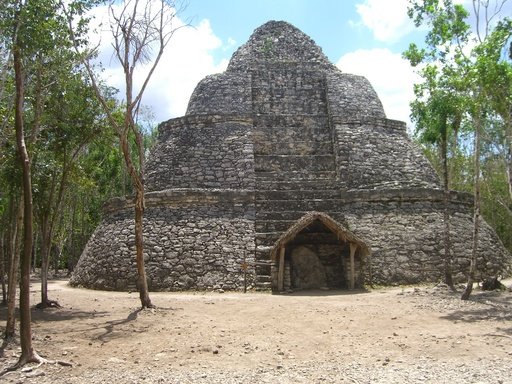
Obserwatorium astronomiczne

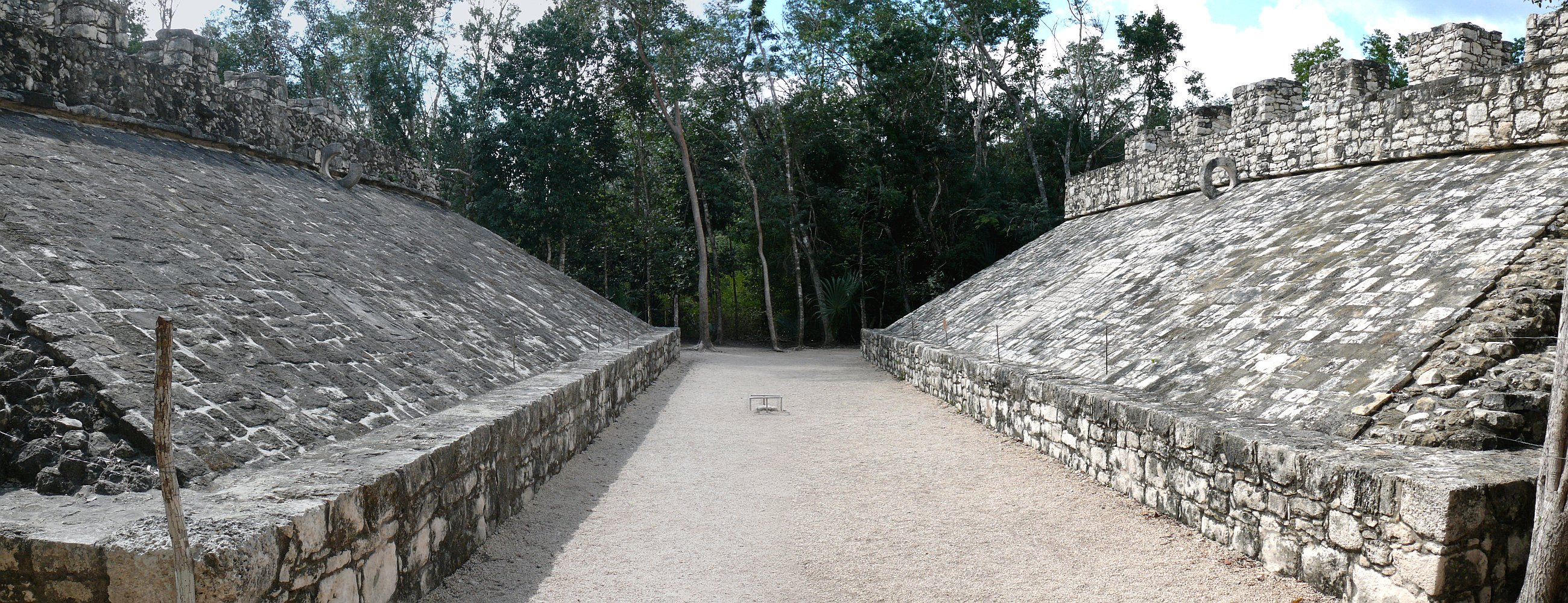
Boisko do rytualnej gry w piłkę

Cobá – miasto Majów z okresu prekolumbijskiego na Półwyspie Jukatan, w jego północno-wschodniej części. Znajduje się w stanie Quintana Roo w Meksyku, niedaleko kurortu Cancún, przy drodze z Tulum do Valladolid. Zajmuje powierzchnię ponad 70 km², a w okresie największej świetności, w późnym okresie klasycznym (600–900 n.e.) była zamieszkana przez ponad 50.000 ludzi. Jest to miejsce stosunkowo mało wyeksplorowane przez archeologów; szacuje się, że na terenie Coby istnieje około 6.500 struktur, z czego odkrytych zostało jedynie kilkadziesiąt – resztę budowli porasta dżungla. Obiekty w Cobá cechują się znaczną wysokością.

## Główne obiekty w Cobá
- Grupo Cobá
- Grupo Nuhoch Mul – grupa budowli zajmuje powierzchnię 2400 m² i została zbudowana na naturalnym wzniesieniu. W skład grupy wchodzi najwyższa piramida zbudowana na Półwyspie Jukatan – Nuhoch Mul (42 m)

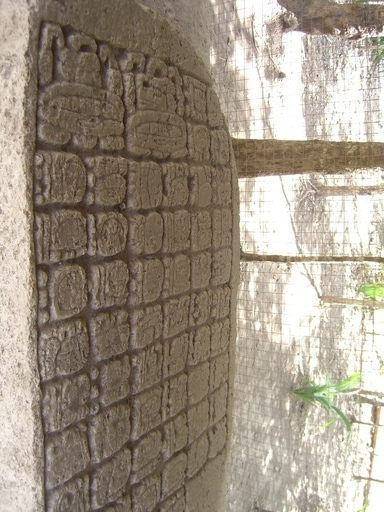
Stela z inskrypcją

- Grupo Macanxoc
- Conjunto Pinturas

## Współcześnie
Obecnie ruiny w Cobá są odwiedzane przez setki tysięcy turystów rocznie. Współczesna wioska Cobá jest zamieszkała przez 1.167 w 2005 r. i 1.278 w 2010 r.